# ウォーキング・デッド: ダリル・ディクソン
『ウォーキング・デッド: ダリル・ディクソン』(The Walking Dead: Daryl Dixon)はアメリカのポスト・アポカリプス・ホラー・ドラマシリーズである。AMCのためにDavid Zabelが創作した。『ウォーキング・デッド』の5作目のスピンオフであり、『ウォーキング・デッド』終了後の時期のフランスを舞台とする。

## 概要
ダリル・ディクソンはゾンビ・ウイルスの発生地であるフランスの海岸に漂着し、故国に帰ろうとしてフランスを縦断する。
企画は2020年9月に始まり、2022年10月にはタイトルが決定した。同年11月にはフランスで撮影が始まった。シーズン1は当初、『ウォーキング・デッド』のキャロル・ペルティエをもフィーチャーした"The Walking Dead: Daryl & Carol"として企画されていたが、キャロルを演じるメリッサ・マクブライドの都合により共主演の座を降り、ゲストとしてのみ出演することになった。
2023年9月10日から、6話からなるシーズン1が放送開始された。放送開始前の2023年7月、シーズン2が発表され、"The Walking Dead: Daryl Dixon – The Book of Carol"のタイトルのもと、マクブライドが当初のコンセプト通り共主演となる。

## キャスト

### メイン
ダリル・ディクソン
演 - ノーマン・リーダス、日本語吹替 - 小山力也
「コモンウェルス」を離れた後に捕えられ、フランスの海岸に漂着する。
イザベル
演 - クレマンス・ポエジー、日本語吹替 - 小林希唯
「希望連合」の一員として慈善活動を行う修道女。瀕死状態だったダリルを救い、修道院に迎え入れる。
ローラン
演 - ルイ・ピュエシュ・シグリウッツ（Louis Puech Scigliuzzi）、日本語吹替 - 岡村明香
両親をなくした孤児で、人類を再生に導く“救世主”として「希望連合」に期待されている聡明な少年。
シルヴィ
演 - ライカ・ブラン＝フランカール（Laïka Blanc-Francard）、日本語吹替 - 國府咲月
イザベルと同じ修道院で働く修道女。武術や銃の扱いにも長けている。
ジュネ
演 - アンヌ・シャリエ、日本語吹替 - 小若和郁那
フランス全域を支配する武装勢力「生者の力」の指導者。
ステファン・コドロン
演 - ロメイン・リーバイ（Romain Levi）、日本語吹替 - 阪口周平
ダリルを執拗に追う「生者の力」の戦闘員。
クイン（S1）
演 - アダム・ナガイティス、日本語吹替 - 北田理道
イザベルの元恋人のイギリス人。現在はパリの地下ナイトクラブ「デミモンド」のオーナーになっている。
キャロル・ペルティエ
演 - メリッサ・マクブライド、日本語吹替 - 長尾歩
ダリルの友人 (S1でゲスト、S2でメイン)

### リカーリング
エミール
演 - Tristan Zanchi
パリの「希望連合」共同体の一員の若い青年。
アンナ・ヴァレリー
演 - Lukerya Ilyashenko
地下ナイトクラブ「デミモンド」で歌うロシア人の歌手。クインの恋人。

## あらすじ
生存者の居住区「コモンウェルス」を離れたダリル・ディクソンは、旅の途中にウォーカーを捕えてフランスへ送る仕事を受ける。
しかし、そこで揉め事を起こしてしまい罰としてフランスへ向かう船に乗せられる。何とか船からは脱出するものの流れ着いたのはマルセイユの港。フランスだった。
アメリカと同様にウォーカーがはびこるフランスでは、人類再生を信じ慈善活動を行う「希望連合」と、武力で全土を制圧する「生者の力」の2つの勢力が台頭していた。
ダリルは「希望連合」の修道女・イザベルに出会い看病を受けるが、彼女から“救世主”として育てられた少年・ローランを連合の本部へ護送するよう協力を求められることになる。
一方、「生者の力」の戦闘員・コドロンは、ある出来事を機にダリルの行方を追い始める。

## エピソード
| 通算 話数 | タイトル                                 | 監督            | 脚本                        | 放送日         | U.S.視聴者数 (百万人) |
| --- | ---------------------------------------- | --------------- | --------------------------- | -------------- | --------------------- |
| 1 | "失われた魂" "L'âme Perdue"              | Daniel Percival | David Zabel                 | 2023年9月10日  | 0.631                 |
| ダリル・ディクソンはフランスの南岸の浜辺に流れ着き、故国に帰ろうとする。酸を出す「バーナー」と呼ばれる新種のウォーカーに襲われて腕を火傷する。娘と祖父の二人連れに出会い、二人の戦士から守った後、娘と祖父に倒されて所持品を奪われる。娘に殺された戦士の兄である、「生者の力」の戦士コドロンは、娘からダリルが弟を殺したと嘘を聞き復讐を誓う。「希望連合」に属する修道女のイザベルがダリルを助けて修道院に連れて行き治療する。ダリルが、救世主だと期待される賢い少年ローランを、北部にある希望連合本部「ネスト」に連れてゆく運命の使者だと信じて護衛を依頼するが、ダリルは断って去る。コドロンがダリルを探して戦士の一隊を率い、修道院に来て修道女の多くを殺す。ダリルが戻って戦い、コドロンは逃げる。ダリルは、ル・アーヴルの港に連れて行ってくれる条件で、ローランを護衛して「ネスト」に行くことを承知する。「生者の力」の船が被験者をアメリカから運ぶ途中、ダリルが反乱を起こして輸送を台無しにして逃げたことが明らかになる。指導者のジュネはダリルを見つけるよう命令する。 |                                          |                 |                             |                |                       |
| 2 | "ヒバリ" "Alouette"                      | Daniel Percival | Jason Richman & David Zabel | 2023年9月17日  | 0.564                 |
| 回想で、泥棒のイザベルはパリで「飢えし者」(ウォーカー)の発生に遭う。ボーイフレンドのクインと妊娠した妹のリリーと共に逃げ、途中でクインを置き去りにし、修道院に保護されるもリリーは死んで転化し、帝王切開でローランを出産する。現在、ダリル、イザベル、シルヴィ、ローランの4人は途中でラバを失い、子供の集団に捕らえられる。近くの城に住む男が物資と馬を奪っていると聞き、ダリルは城に入って男を殺し、馬を得る。四人は再び北へ出発する。コドロンは修道院に戻ってダリルの録音を聞き、北部に向かう道を記した地図を見る。 |                                          |                 |                             |                |                       |
| 3 | "パリはパリ" "Paris Sera Toujours Paris" | Tim Southam     | Coline Abert                | 2023年9月24日  | 0.649                 |
| 一行はアンジェで「ネスト」の情報を得られず、パリに行き「希望連合」の共同体に迎えられる。一行はダリルがアメリカに帰る船の情報を求めてナイトクラブ「デミモンド」に行く。経営者でイザベルの元ボーイフレンドのクインは、リリーと情を通じてローランの父であることを明かす。ダリルはクインの助けを断る。コドロンはジュネに会ってダリル捜索を指揮する許可を得た後、パリの共同体を攻撃する。ローランは自分の生い立ちをイザベルが隠していたことを知って怒り逃げる。 |                                          |                 |                             |                |                       |
| 4 | "鉄の女" "La Dame de Fer"                | Tim Southam     | Shannon Goss                | 2023年10月1日  | 0.719                 |
| ジュネはローランが希望の象徴となり危険だとして捜索を命じる。ダリルはローランがウォーカーの群れに無視されるのを目撃する。ダリルはイザベルと合流してローランを探すが、ローランはクインの手下にさらわれてデミモンドに連れて行かれる。ダリルは共同体の人々と協力してデミモンドに侵入し、ローランを救出する。アンナはクインがローランを利用してイザベルを取り戻そうとしていることに嫉妬し、ダリルとローランを見逃す。ダリルはクインを倒す。ダリルとローランは、希望組合の本部ネストのアズランと共に舟でパリを出る。ジュネが規制線を張ったため、イザベルはパリに残りクインの協力を得てローランとダリルを逃がそうとする。共同体のエミールと恋に落ちたシルヴィも残る。 |                                          |                 |                             |                |                       |
| 5 | "2つの愛" "Deux Amours"                  | Daniel Percival | Jason Richman & David Zabel | 2023年10月8日  | 0.628                 |
| 回想で、ダリルはメイン州でバイクの燃料を報酬としてウォーカーを捕える仕事をする。喧嘩をしたために罰として「生者の力」の船に乗せられる。反乱を起こし、強化されたウォーカーに襲われて船から海へ逃げる。現在、アズランとダリルとローランは舟で川を進む。岸でキャンプをした夜、アズランはウォーカーに襲われて、ネストがル・モン＝サン＝ミシェルであることをダリルに教えて死ぬ。だがダリルと別れたくないローランが、ロープを切って船を川に流している。ネストに向かい歩く二人を「生者の力」の戦士が捕らえる。パリで、イザベルはよりを戻したいクインの屋敷でもてなしを受ける。クインとともに「生者の力」の祝典に出る。嫉妬にかられたアンナが裏切り、クインがダリルとローランをパリから逃がしたとジュネに密告し、クインは捕らえられる。ダリルとローランも連れ戻されている。ダリルは闘技場に出され、薬品で強化されたウォーカーと闘わされる。 |                                          |                 |                             |                |                       |
| 6 | "Coming Home"                            | Daniel Percival | Jason Richman & Laura Snow  | 2023年10月15日 | 0.688                 |
| ダリルが敵を倒した後、クインと鎖でつながれて強化されたウォーカーと闘わされる。共同体の仲間が襲撃して混乱を起こし、二人およびイザベルとローランも逃げる。だがクインはウォーカーに噛まれて息子に始末される。ダリル、ローラン、イザベル、シルヴィはネストに向かう。途中で戦士の一隊に捕まるも、コドロンは子供を撃てずに他の戦士を皆殺しにし、ダリルらを行かせる。帰還後にジュネはコドロンの嘘を見破って捕らえさせる。ダリルの一行はネストに着き歓待される。ネストはジュネの襲撃に備え、ダリルは引き留められるもアメリカに向かって出発し、途中のオマハ・ビーチで第二次大戦中に戦死した祖父の墓を見つける。迎えの船が近づく中、密かにダリルを追っていたローランにウォーカーの群れが近づく。メイン州では、キャロルがダリルのバイクに乗る男を捕えて尋問する。 |                                          |                 |                             |                |                       |